# マノピアノ
「マノピアノ」は、真野恵里菜のインディーズデビューシングル。2008年6月29日に発売。発売元の直販及び通販以外にTOWER RECORDSで発売された。

## 収録曲
1. マノピアノ
作詞・作曲：KAN　編曲：たいせい
2. マノピアノ(Instrumental)

## 参加ミュージシャン
マノピアノ
- プログラミング：たいせい・KAN
- ドラム&パーカッション：高尾俊行
- アコースティックギター：菊池真義
- ベース：千ヶ崎学